# Ormosia subcornuta
Ormosia subcornuta är en tvåvingeart som beskrevs av Alexander 1920. Ormosia subcornuta ingår i släktet Ormosia och familjen småharkrankar. Inga underarter finns listade i Catalogue of Life.